# NGC 1412
NGC 1412 est une galaxie lenticulaire située dans la constellation du Fourneau.NGC 1412 a été découverte par l'astronome britannique John Herschel en 1835. Cette galaxie a aussi été observée par l'astronome américain Lewis Swift le 26 décembre 1897 et elle a été ajoutée à l'Index Catalogue sous la cote IC 1981.

## Caractéristiques
Sa vitesse par rapport au fond diffus cosmologique est de 1 663 ± 14 km/s, ce qui correspond à une distance de Hubble de 24,5 ± 1,7 Mpc (∼79,9 millions d'al). 

## Amas de l'Éridan
NGC 1412 est une galaxie de l'amas de l'Éridan.